# Nabil Fekir
Nabil Fekir (pronunciación en francés: /nɑ.bil fe.kiʁ/; Lyon, 18 de julio de 1993) es un futbolista franco-argelino que juega como centrocampista y delantero en el Al-Jazira S. C. de la UAE Pro League y en la selección de fútbol de Francia.
Formado en el filial del Olympique de Lyon, sería promovido al primer equipo en julio de 2013. Fekir conseguiría la titularidad en su segunda temporada, cuando sería nombrado Mejor Jugador Joven del Año por la UNFP. Llegaría a anotar 69 goles en 193 apariciones y lograría la capitanía en 2017, antes de ser transferido al Real Betis Balompié en 2019.
Haría su debut internacional absoluto con Francia en marzo de 2015 y sería incluido en el equipo para disputar la Copa Mundial de Fútbol de 2018, donde se coronaría como campeón.

## Trayectoria

### Inicios
Fekir llegó con doce años a la cantera del Olympique de Lyon, aunque dos temporadas después fue descartado a causa de la enfermedad de Osgood-Schlatter que padeció. Continuó su carrera jugando tres años en el FC Vaulx-en-Velin y otro más en el AS Saint-Priest antes de regresar a Lyon en 2011.

### Olympique de Lyon
El 28 de agosto de 2013 debutó con el Olympique de Lyon, en Anoeta, reemplazando a Yassine Benzia al medio tiempo en la derrota ante la Real Sociedad (2-0) en el partido de vuelta de la ronda previa de Liga de Campeones. Tres días más tarde debutó en la Ligue 1 en la derrota 1-2 contra el Évian, en la cual jugó el partido completo. El 27 de abril de 2014, en la victoria 4-1 en casa contra el Bastia, anotó su primer gol y asistió a su compañero Alexandre Lacazette. Hizo un total de 17 apariciones en todas las competiciones en su primera temporada, anotando un gol.
En la campaña 2014-15 explotó definitivamente al conseguir quince goles y trece asistencias entre todas las competiciones, trece de ellos en Ligue 1. El 17 de mayo de 2015 fue elegido jugador joven del año de la Ligue 1. Al inicio de la siguiente temporada cuando jugaba con la selección, en septiembre de 2015, sufrió una rotura del ligamentro cruzado de la rodilla derecha que le tuvo siete meses sin jugar. En la campaña 2016-17 estuvo cerca de igualar las cifras obtenidas antes de su grave lesión, logrando catorce goles y doce asistencias. En esa temporada destacó su hat-trick ante el AZ Alkmaar (7-1) en Liga Europa.
En la temporada 2017-18 mejoró sus guarismos al marcar veintitrés goles entre todas las competiciones, lo que llamó la atención de otros grandes clubes. El Liverpool FC ofreció unos sesenta millones de euros por su fichaje e, incluso, Fekir llegó a pasar el reconocimiento médico previo a su fichaje en Clairefontaine, aunque finalmente el traspaso no se materializó.
El 19 de septiembre de 2018 marcó su primer tanto en la Liga de Campeones en la victoria ante el Manchester City por 1 a 2.

### Real Betis
El 23 de julio de 2019 firmó un contrato de cuatro temporadas con el Real Betis, que pagó 20 millones de euros y otros diez posibles en variables. El 25 de agosto logró su primer tanto como verdiblanco en la derrota ante el F. C. Barcelona por 5-2. Una semana después marcó el gol del triunfo ante el C. D. Leganés (2-1).
En enero de 2022 prolongó su contrato con el Betis hasta 2026 y ese mismo año se alzó con la Copa del Rey tras imponerse el equipo andaluz en la final, disputada el 23 de abril, al Valencia C. F., en la que Fekir formó parte del once inicial.
En enero de 2024, tras la marcha de Andrés Guardado, pasó a ser el primer capitán del equipo. En agosto de ese año se marchó después de cinco años en los que disputó 165 partidos y marcó 29 goles.

### Al-Jazira S. C.
El 30 de agosto de 2024 puso fin a su etapa en el Real Betis Balompié tras ser traspasado al Al-Jazira S. C. emiratí, equipo con el que ganó la Copa de la Liga en su primera temporada.

## Selección nacional
En octubre de 2014 debutó con la selección sub-21 de Francia frente a Suecia. En marzo de 2015 acudió a la llamada de la selección absoluta francesa para los amistosos contra Brasil y Dinamarca, renunciando así a la selección argelina.
El 26 de marzo de 2015 debutó con la selección gala, en el Stade de France, reemplazando a Antoine Griezmann en la derrota por 1 a 3 ante Brasil.
En mayo de 2018 fue convocado para representar a la selección absoluta de Francia en el Mundial de 2018. Durante el Mundial jugó seis de los siete partidos posibles, siempre saliendo desde el banquillo, y se proclamó campeón del mundo tras la victoria por 4 a 2 ante Croacia en la final.

### Goles internacionales
Las puntuaciones y los resultados listan la cuenta de objetivo de Francia primero.
| Gol | Fecha              | Estadio                     | Adversario | Marcador | Resultado | Competición |
| --- | ------------------ | --------------------------- | ---------- | -------- | --------- | ----------- |
| 1.  | 7 de junio de 2015 | Estadio de Francia, Francia | Bélgica    | 2–4      | 3–4       | Amistoso    |
| 2.  | 28 de mayo de 2018 | Estadio de Francia, Francia | Irlanda    | 2-0      | 2-0       | Amistoso    |

## Estadísticas

### Clubes
Actualizado al último partido disputado el 25 de mayo de 2025.
| Club                         | Div.          | Temporada     | Liga  | Liga  | Liga   | Copas | Copas | Copas  | Internacional | Internacional | Internacional | Total | Total | Total  | Media goleadora |
| Club                         | Div.          | Temporada     | Part. | Goles | Asist. | Part. | Goles | Asist. | Part.         | Goles         | Asist.        | Part. | Goles | Asist. | Media goleadora |
| ---------------------------- | ------------- | ------------- | ----- | ----- | ------ | ----- | ----- | ------ | ------------- | ------------- | ------------- | ----- | ----- | ------ | --------------- |
| Olympique de Lyon Francia    | 1.ª           | 2013-14       | 11    | 1     | 3      | 2     | 0     | 0      | 4             | 0             | 0             | 17    | 1     | 3      | 0.06            |
| Olympique de Lyon Francia    | 1.ª           | 2014-15       | 34    | 13    | 12     | 3     | 2     | 0      | 2             | 0             | 1             | 39    | 15    | 13     | 0.38            |
| Olympique de Lyon Francia    | 1.ª           | 2015-16       | 9     | 4     | 1      | —     | —     | —      | —             | —             | —             | 9     | 4     | 1      | 0.44            |
| Olympique de Lyon Francia    | 1.ª           | 2016-17       | 32    | 9     | 4      | 4     | 1     | 4      | 13            | 4             | 4             | 49    | 14    | 12     | 0.29            |
| Olympique de Lyon Francia    | 1.ª           | 2017-18       | 30    | 18    | 7      | 2     | 2     | 0      | 8             | 3             | 1             | 40    | 23    | 8      | 0.58            |
| Olympique de Lyon Francia    | 1.ª           | 2018-19       | 29    | 9     | 7      | 4     | 0     | 0      | 6             | 3             | 2             | 39    | 12    | 9      | 0.31            |
| Olympique de Lyon Francia    | Total club    | Total club    | 145   | 54    | 34     | 15    | 5     | 4      | 33            | 10            | 8             | 193   | 69    | 46     | 0.36            |
| Real Betis Balompié · España | 1.ª           | 2019-20       | 32    | 7     | 4      | 1     | 0     | 0      | —             | —             | —             | 33    | 7     | 4      | 0.21            |
| Real Betis Balompié · España | 1.ª           | 2020-21       | 33    | 5     | 5      | 5     | 0     | 0      | —             | —             | —             | 38    | 5     | 5      | 0.13            |
| Real Betis Balompié · España | 1.ª           | 2021-22       | 34    | 6     | 8      | 6     | 2     | 1      | 7             | 2             | 3             | 47    | 10    | 12     | 0.21            |
| Real Betis Balompié · España | 1.ª           | 2022-23       | 15    | 2     | 2      | 2     | 2     | 0      | 3             | 2             | 0             | 20    | 6     | 2      | 0.3             |
| Real Betis Balompié · España | 1.ª           | 2023-24       | 19    | 1     | 2      | 1     | 0     | 0      | 4             | 0             | 0             | 24    | 1     | 2      | 0.04            |
| Real Betis Balompié · España | 1.ª           | 2024-25       | 2     | 0     | 1      | ―     | ―     | ―      | 1             | 0             | 0             | 3     | 0     | 1      | 0               |
| Real Betis Balompié · España | Total club    | Total club    | 135   | 21    | 22     | 15    | 4     | 1      | 15            | 4             | 3             | 165   | 29    | 26     | 0.18            |
| Al-Jazira S. C. · EAU        | 1.ª           | 2024-25       | 20    | 8     | 4      | 8     | 1     | 1      | ―             | ―             | ―             | 28    | 9     | 5      | 0.32            |
| Al-Jazira S. C. · EAU        | Total club    | Total club    | 20    | 8     | 4      | 8     | 1     | 1      | 0             | 0             | 0             | 28    | 9     | 5      | 0.32            |
| Total carrera                | Total carrera | Total carrera | 300   | 83    | 60     | 38    | 10    | 6      | 48            | 14            | 11            | 386   | 107   | 77     | 0.28            |
| 1. 2. 3.                     |               |               |       |       |        |       |       |        |               |               |               |       |       |        |                 |

## Palmarés

### Títulos nacionales
| Título                                     | Club                | País   | Año  |
| ------------------------------------------ | ------------------- | ------ | ---- |
| Copa del Rey                               | Real Betis Balompié | España | 2022 |
| Copa de Liga de los Emiratos Árabes Unidos | Al-Jazira S. C.     | EAU    | 2025 |

### Títulos internacionales
| Título                 | Selección            | Sede  | Año  |
| ---------------------- | -------------------- | ----- | ---- |
| Copa Mundial de Fútbol | Selección de Francia | Rusia | 2018 |

### Distinciones individuales
| Distinción                                  | Temporada        |
| ------------------------------------------- | ---------------- |
| Mejor Jugador Joven del Año por la UNFP     | 2014-15          |
| Incluido en el Equipo del Año de la Ligue 1 | 2014-15, 2017-18 |
| Jugador del Mes de la Ligue 1               | Octubre 2017     |

### Condecoraciones
| Distinción                      | Año  |
| ------------------------------- | ---- |
| Caballero de la Legión de Honor | 2019 |

## Vida personal
Es hermano del futbolista Yassin Fekir.